# Risa asiatica
Risa asiatica är en tvåvingeart som beskrevs av Ozerov 1984. Risa asiatica ingår i släktet Risa och familjen vattenflugor.
Artens utbredningsområde är Turkmenistan. Inga underarter finns listade i Catalogue of Life.